# شهرستان لیاوژونگ
شهرستان لیاوژونگ (به لاتین: Liaozhong District) یک منطقهٔ مسکونی در چین است که در شن‌یانگ واقع شده‌است. شهرستان لیاوژونگ ۱٬۶۴۸ کیلومتر مربع مساحت و ۴۷۶٬۰۸۱ نفر جمعیت دارد و ۱۶ متر بالاتر از سطح دریا واقع شده‌است.